# Paralips
Paralips (klassisk grekiska: παράλειψις) är en stilfigur (trop) som innebär att en talare säger sig inte vilja nämna en viss sak, för att sedan ändå nämna just denna sak. Paralips är en form av ironi, vilken är en av tropernas fyra huvudkategorier. 

## Exempel
- "Eftersom våra opponenters vedervärdiga människosyn inte är relevant, skall jag inte nämna den."
- "Jag skall inte tala om dina dåliga sidor, gällande din hemska karaktär och ditt sura morgonhumör, detta skall jag icke nämna."